# Grand Prix de Futsal de 2005
O Grand Prix de Futsal de 2005 foi disputado em Brusque entre 20 e 24 de setembro. Foi a primeira edição do evento organizado pela Federação Internacional de Futebol (FIFA).
O Brasil sagrou-se o campeão da competição ao bater a Colômbia na final por 7 a 3.

## Participantes
| Grupo A - Brasil - Uruguai - Venezuela | Grupo B - Argentina - Paraguai - Colômbia |

## Ginásio
Todos os jogos foram disputados na Arena Multiuso Antônio Neco Heil na cidade de Brusque, que tem capacidade para 4.250 pessoas.

## Final
| 24 de setembro | Brasil                                                                                 | 7 – 3 | Colômbia                                | Arena Multiuso, Brusque             |
| 10:00          | Betão 5:28', 8:40' · Vinicius 6:53' · Falcão 13:09' · Simi 31:17', 32:30' · Ari 34:12' |       | 1:07', 39:31' Salcedo · 4:26' Hernandez | Árbitro: URU Álvaro Sacarelo Pintos |

## Classificação final
| Posição | Seleção   |
| ------- | --------- |
| 1       | Brasil    |
| 2       | Colômbia  |
| 3       | Argentina |
| 4       | Uruguai   |
| 5       | Paraguai  |
| 6       | Venezuela |